# Acadèmia Mariana (Lleida)
L'Acadèmia Mariana és un edifici de Lleida protegit com a bé cultural d'interès local, seu de l'Acadèmia Bibliogràfica Mariana.

## Descripció
Edifici entre mitgeres amb pati de maçana posterior, inclòs a la trama d'eixample amb planta baixa i tres pisos, sobre uns fonaments medievals. Façanes amb eixos de simetria, balconada correguda al primer pis, rematat amb una cornisa, emfatitzant els escuts i l'espadanya central. Capella ben ornamentada, sala de teatre i habitatges. Finestres falses. Murs de càrrega, estructura mixta de pilars de ferro, obra i formigó, cúpula de ferro i coberta de teula àrab.
Actualment, l'edifici està restaurat i rehabilitat.

## Història
Construït sobre un antic convent mercedari del 1225. Placa d'inauguració del 1871. Primer cos del 1871. Nou tercer pis, sala d'actes del 1896. Tercer cos afegit d'emissora de ràdio i tallers d'impremta del 1950.
L'Acadèmia Mariana va ser fundada l'any 1862 per iniciativa de Mossèn Josep Maria Escolà amb la finalitat d'honrar la Mare de Déu. L'any 2003 es van iniciar les obres de restauració i rehabilitació de l'edifici, inaugurades tres anys més tard amb ocasió dels actes en honor de la Verge Blanca.